# Sklená Huť

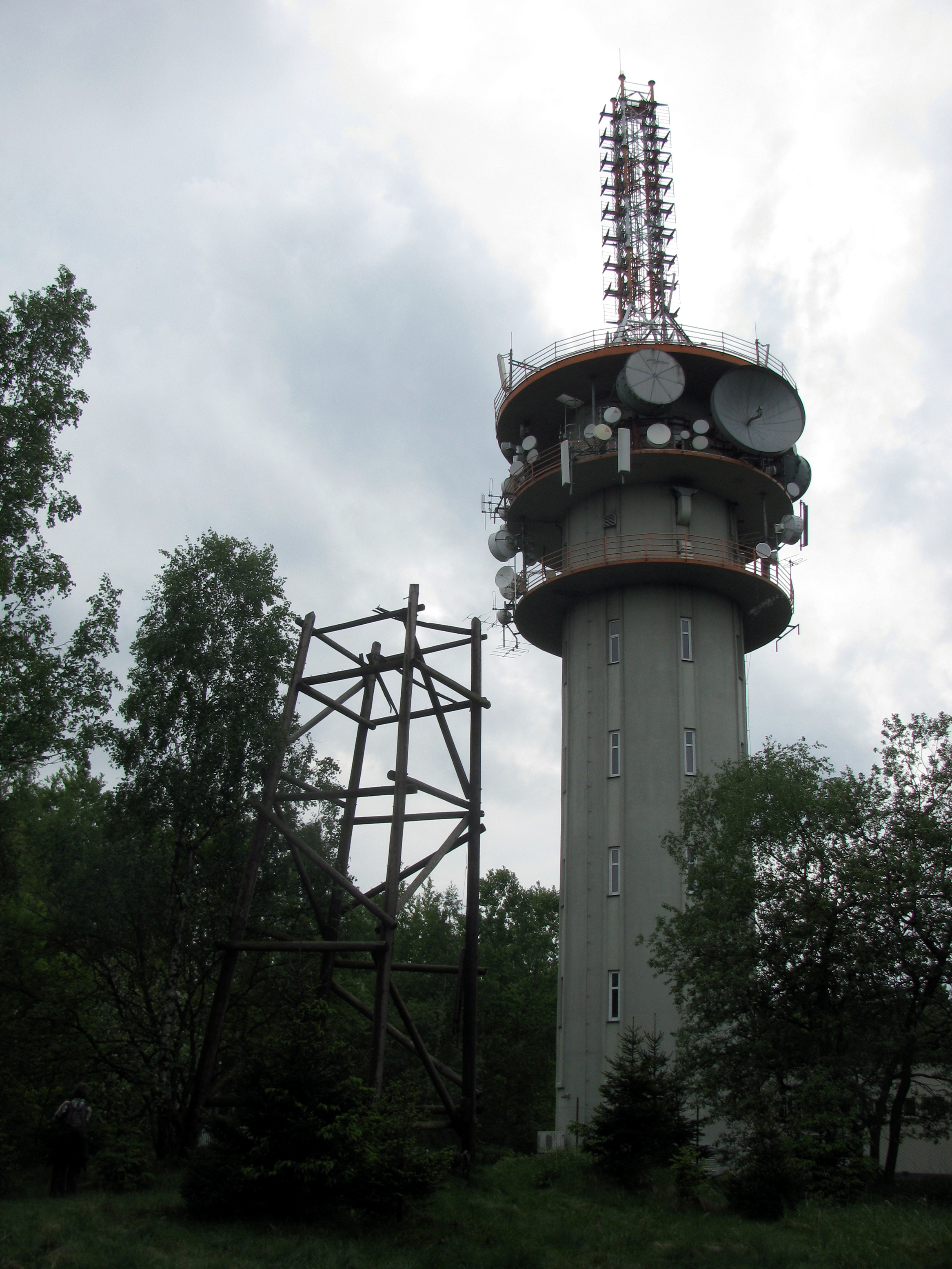
Sendeturm Brno

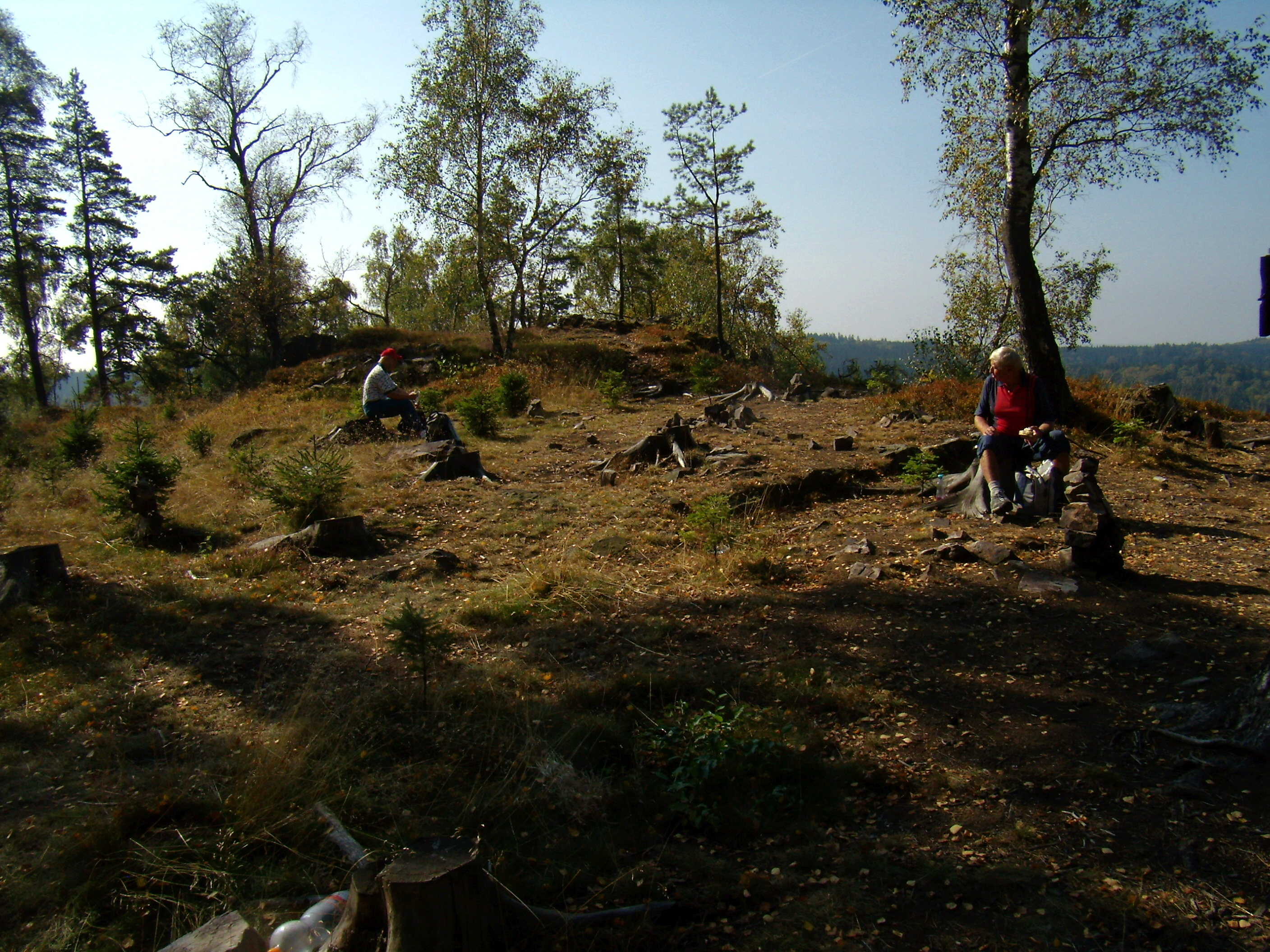
Burgstall Bílá skála

Sklená Huť (deutsch Glashütte) ist ein Ortsteil der Gemeinde Přívětice in Tschechien. Er liegt fünf Kilometer südöstlich von Radnice (Radnitz) und gehört zum Okres Rokycany.

## Geographie
Das Angerdorf Sklená Huť befindet sich linksseitig des Radnický potok (Radnitzer Bach) an einem kleinen Zufluss am Westabfall des Radečský hřeben (Ratscher Bergrücken) in der Křivoklátská vrchovina  (Pürglitzer Bergland). Östlich erheben sich die Bílá skála (646 m n.m.), der Radeč (Ratsch; 721 m n.m.) und der Brno (718 m n.m.), im Süden die Černá skala (598 m n. m.), der Rumpál (646 m n.m.) und der Čihadlo (572 m n.m.), südwestlich die Hradiště (619 m n.m.). Sklená Huť liegt umgeben von ausgedehnten Wäldern im Naturpark Radeč.
Nachbarorte sind U Cajthamlů und Skomelno im Norden, Sebečice, Drahoňův Újezd, Chotětín und Plískov im Nordosten, Lhota pod Radčem und Sirá im Osten, Těškov, Medový Újezd und Holoubkov im Südosten, Habr, Volduchy und Osek im Süden, Březina im Südwesten, Dolní Stupno und Bezděkov im Westen sowie V Cihelně, Břasy und Přívětice im Nordwesten.

## Geschichte
Sklená Huť entstand am Standort einer Glashütte. Die erste urkundliche Erwähnung des Dorfes erfolgte 1691 als Teil der böhmischen Kammerherrschaft Zbirow. 
Im Jahre 1785 bestand Glashütten aus 13 Häusern. 1834 wurde die Kameralherrschaft Zbirow unter die Oberaufsicht des k.k. Berg-Oberamtes Příbram und der Hofkammer im Münz- und Bergwesen gestellt. 
Im Jahre 1848 bestand das im Berauner Kreis gelegene Dorf Glashütte bzw. Sklená Huť aus 13 Häusern mit 143 tschechischsprachigen Einwohnern. Haupterwerbsquellen bildeten der Holzschlag und die Kohlenbrennerei. Im Ort gab es ein herrschaftliches Forsthaus, der ehemalige Meierhof war emphyteutisiert. Glashütte war Sitz eines der 15 herrschaftlichen Forstreviere, das eine Fläche von 1855 Joch 609 Quadratklafter hatte und einen durchschnittlichen Jahresertrag von 2389 Klaftern Holz erbrachte. Pfarrort war Radnitz. Bis zur Mitte des 19. Jahrhunderts blieb Glashütte der k.k. Montanherrschaft Zbirow untertänig.
Nach der Aufhebung der Patrimonialherrschaften bildete Sklenná Huť / Glashütte ab 1850 eine Gemeinde im Gerichtsbezirk Zbirow. 1868 wurde Sklenná Huť dem Bezirk Hořowitz zugeordnet. Im gleichen Jahr kaufte der preußische Unternehmer Bethel Henry Strousberg die Grundherrschaft Zbirow. Er ließ am Fuße des Brno ein Eisenerzbergwerk anlegen. 1869 wurde das Dorf als Ortsteil in die Gemeinde Těškov / Tieschkow eingegliedert; zu dieser Zeit bestand Sklenná Huť aus 14 Häusern und hatte 103 Einwohner. 1879 erwarb Josef Franz Hieronymus von Colloredo-Mannsfeld die Grundherrschaft Zbirow aus dem Strousbergschen Konkurs. Zum 1. September 1896 wurde das Dorf Teil des neu gebildeten Bezirks Rokitzan. Im Jahre 1900 hatte Sklenná Huť 108 Einwohner, 1910 waren es 117. 
Nach dem Ersten Weltkrieg zerfiel der Vielvölkerstaat Österreich-Ungarn, Sklenná Huť wurde 1918 Teil der neu gebildeten Tschechoslowakischen Republik. Beim Zensus von 1921 lebten in den 20 Häusern des Dorfes 101 Tschechen. 1924 wurde der Ortsname in Sklená Huť abgeändert. 1930 lebten in den 19 Häusern von Sklená Huť 93 Personen. Im Jahre 1931 löste sich Sklenná Huť wieder von Těškov los und bildete eine eigene Gemeinde. Zwischen 1939 und 1945 gehörte die Gemeinde Sklená Huť / Glashütte zum Protektorat Böhmen und Mähren. Nach dem Ende des Zweiten Weltkrieges kam Sklená Huť zur wiedererrichteten Tschechoslowakei zurück. 1950 lebten in den 21 Häusern von Sklená Huť 79 Personen. Im Zuge der Gemeindegebietsreform von 1960 wurde Sklená Huť nach Přivětice eingemeindet. In der Folgezeit sank die Einwohnerzahl drastisch, 1970 hatte Sklená Huť nur noch 27 Einwohner. 1991 lebten in den 18 Häusern von Sklená Huť  11 Personen. Beim Zensus von 2011 hatte das Dorf 15 Einwohner und bestand aus 21 Wohnhäusern.

## Ortsgliederung
Der Ortsteil Sklená Huť bildet einen Katastralbezirk. Mit Ausnahme der Ortslage Sklená Huť besteht die Gemarkung aus Wald.

## Sehenswürdigkeiten
- Spritzenhaus mit hölzernem Glockentürmchen, auf dem Dorfanger, errichtet 1922. Die Glocke stammt aus dem alten Glockenturm, der gegenüber dem Haus Nr. 6 gestanden war.
- Gusseisernes Kreuz auf dem Dorfanger
- gezimmerte Chaluppen Nr. 9 und 10
- Naturdenkmal Rumpál, südöstlich des Dorfes am gleichnamigen Berg
- Radeč (Ratsch; 721 m n.m.), höchster Gipfel der Křivoklátská vrchovina
- Brno (718 m n.m.), zweithöchster Gipfel der Křivoklátská vrchovina, auf ihm befindet sich ein Sendeturm
- Hradiště (619 m n.m.) mit Resten einer frühzeitlichen slawischen Ringwallanlage aus dem 9. Jahrhundert und vorzeitlichen Funden aus der Hallstatt-/La-Tène-Kultur
- Hrad (680 m n.m.) mit Resten der Burg Mitervald (Mitterwald)
- Bílá skála (646 m n.m.) mit Resten einer frühzeitlichen Burgwallanlage